# Sanguinet (circonscription provinciale)
Circonscription électorale provinciale du Canada
Sanguinet est une circonscription électorale provinciale du Québec. Son nom rappelle la mémoire de la famille de Sanguinet, qui a joué un rôle important dans le développement de cette partie de la Montérégie. À différentes époques dès 1782, ils ont été propriétaires de la seigneurie de La Salle.

## Historique
La circonscription de Sanguinet a été créée lors du redécoupage de la carte électorale du Québec de 2011. Elle résulte d'une fusion de parties des circonscriptions de Huntingdon, Châteauguay et La Prairie. Elle est nommée en l'honneur de Christophe-Ambroise Sanguinet et de son frère Charles, Patriotes pendus le 18 janvier 1839 par les autorités britanniques à la suite des événements de la Rébellion des Patriotes.

## Territoire et limites
La circonscription de Sanguinet est située dans la région de la Montérégie, et est formée des municipalités de Sainte-Catherine, de Saint-Constant, de Saint-Mathieu et de Saint-Rémi.

## Liste des députés
| Législature                                                  | Années       | Député              | Député          | Parti            |
| ------------------------------------------------------------ | ------------ | ------------------- | --------------- | ---------------- |
| Sanguinet Créée depuis Châteauguay, Huntingdon et La Prairie |              |                     |                 |                  |
| 40e                                                          | 2012–2014    |                     | Alain Therrien  | Parti québécois  |
| 41e                                                          | 2014–2018    |                     | Alain Therrien  | Parti québécois  |
| 42e                                                          | 2018–2022    |                     | Danielle McCann | Coalition avenir |
| 43e                                                          | 2022–présent | Christine Fréchette |                 | Coalition avenir |

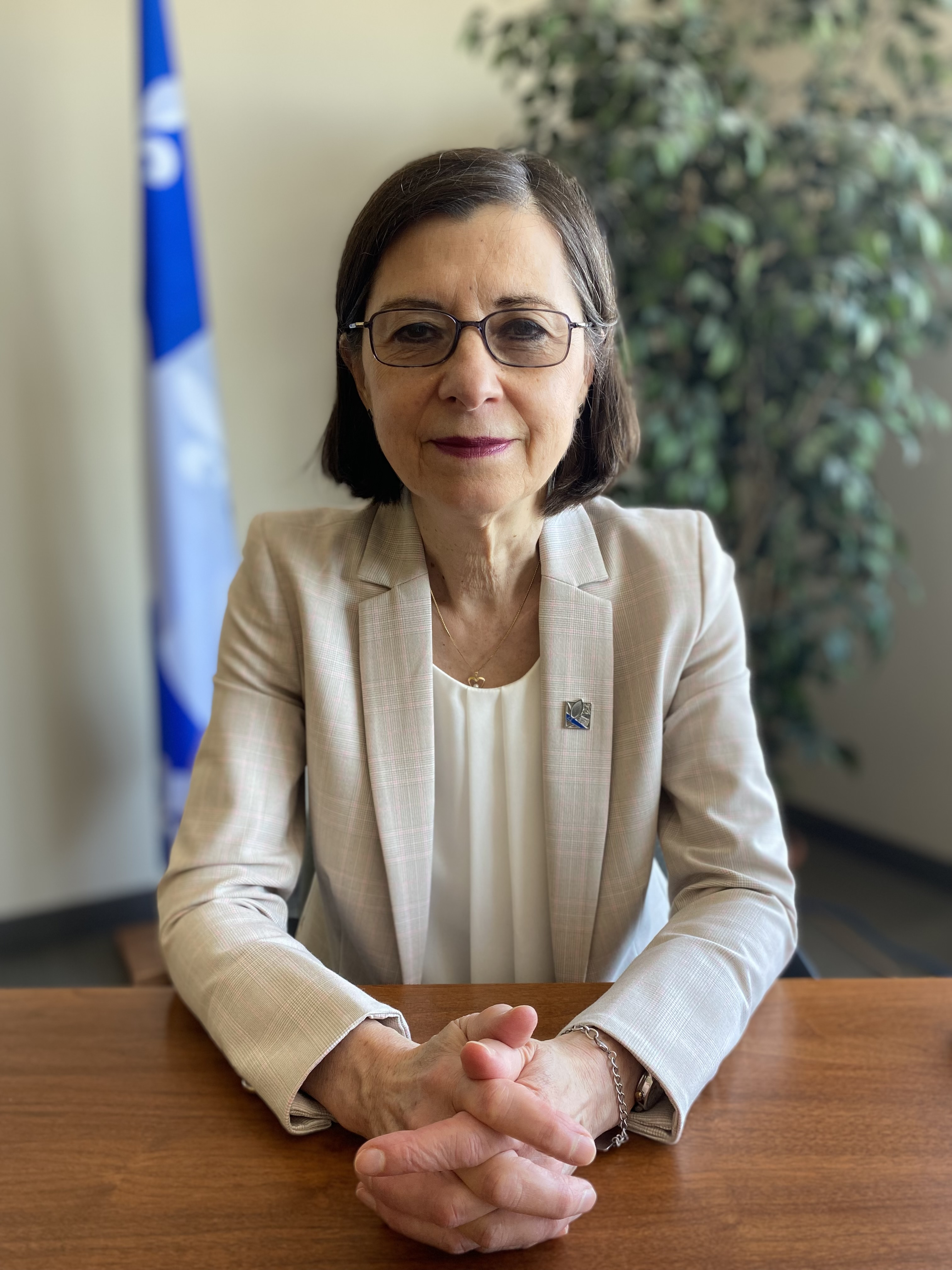
Danielle McCann est la députée de Sanguinet de 2018 à 2022.
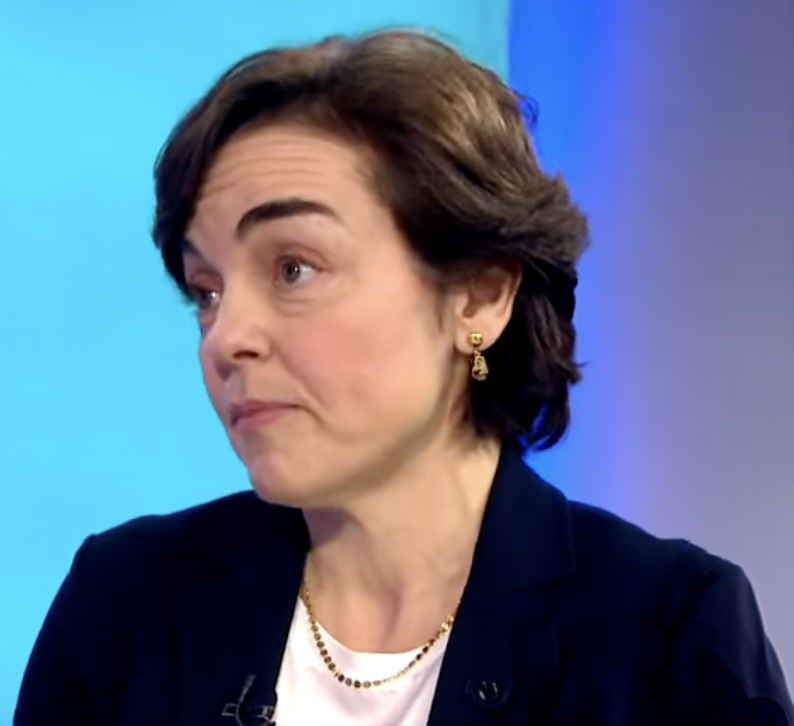
Christine Fréchette est la députée de Sanguinet depuis 2022.

## Résultats électoraux
|                                                                                               | Nom                  | Parti              | Nombre de voix | %      | Maj.  |
| --------------------------------------------------------------------------------------------- | -------------------- | ------------------ | -------------- | ------ | ----- |
|                                                                                               | Christine Fréchette  | Coalition avenir   | 14 607         | 48,8 % | 9 725 |
|                                                                                               | Daphnée Paquin-Auger | Parti québécois    | 4 882          | 16,3 % | -     |
|                                                                                               | Virginie Bernier     | Québec solidaire   | 3 925          | 13,1 % | -     |
|                                                                                               | François Gibeault    | Conservateur       | 3 164          | 10,6 % | -     |
|                                                                                               | Rodrigue Asatsop     | Libéral            | 2 952          | 9,9 %  | -     |
|                                                                                               | Halimatou Bah        | Vert               | 325            | 1,1 %  | -     |
|                                                                                               | Martine Lajoie       | Climat Québec      | 58             | 0,2 %  | -     |
|                                                                                               | Hélène Héroux        | Marxiste-léniniste | 31             | 0,1 %  | -     |
| Total                                                                                         | Total                | Total              | 29 944         | 100 %  |       |
| Le taux de participation lors de l'élection était de 69,8 % et 417 bulletins ont été rejetés. |                      |                    |                |        |       |

|                                                                                               | Nom                      | Parti              | Nombre de voix | %      | Maj.  |
| --------------------------------------------------------------------------------------------- | ------------------------ | ------------------ | -------------- | ------ | ----- |
|                                                                                               | Danielle McCann          | Coalition avenir   | 12 986         | 43,5 % | 5 597 |
|                                                                                               | Alain Therrien (sortant) | Parti québécois    | 7 389          | 24,8 % | -     |
|                                                                                               | Maya Fréchette-Bonnier   | Québec solidaire   | 4 390          | 14,7 % | -     |
|                                                                                               | Marcelina Jugureanu      | Libéral            | 4 169          | 14 %   | -     |
|                                                                                               | Antonino Geraci          | Vert               | 456            | 1,5 %  | -     |
|                                                                                               | Nikolai Grigoriev        | Conservateur       | 355            | 1,2 %  | -     |
|                                                                                               | Hélène Héroux            | Marxiste-léniniste | 81             | 0,3 %  | -     |
| Total                                                                                         | Total                    | Total              | 29 826         | 100 %  |       |
| Le taux de participation lors de l'élection était de 72,5 % et 616 bulletins ont été rejetés. |                          |                    |                |        |       |

|                                                                                               | Nom                      | Parti              | Nombre de voix | %      | Maj. |
| --------------------------------------------------------------------------------------------- | ------------------------ | ------------------ | -------------- | ------ | ---- |
|                                                                                               | Alain Therrien (sortant) | Parti québécois    | 10 096         | 35,1 % | 949  |
|                                                                                               | Denis Leftakis           | Coalition avenir   | 9 147          | 31,8 % | -    |
|                                                                                               | Jean Paul Pellerin       | Libéral            | 7 301          | 25,4 % | -    |
|                                                                                               | Christian Laramée        | Québec solidaire   | 1 650          | 5,7 %  | -    |
|                                                                                               | Robert Moreau            | Option nationale   | 271            | 0,9 %  | -    |
|                                                                                               | Alexandre Dagenais       | Conservateur       | 213            | 0,7 %  | -    |
|                                                                                               | Hélène Héroux            | Marxiste-léniniste | 116            | 0,4 %  | -    |
| Total                                                                                         | Total                    | Total              | 28 794         | 100 %  |      |
| Le taux de participation lors de l'élection était de 74,2 % et 613 bulletins ont été rejetés. |                          |                    |                |        |      |

|                                                                                               | Nom                        | Parti              | Nombre de voix | %      | Maj.  |
| --------------------------------------------------------------------------------------------- | -------------------------- | ------------------ | -------------- | ------ | ----- |
|                                                                                               | Alain Therrien             | Parti québécois    | 12 384         | 40,7 % | 2 527 |
|                                                                                               | François Rebello (sortant) | Coalition avenir   | 9 857          | 32,4 % | -     |
|                                                                                               | Jocelyne Bates             | Libéral            | 6 072          | 19,9 % | -     |
|                                                                                               | Frédéric Nadeau            | Québec solidaire   | 1 056          | 3,5 %  | -     |
|                                                                                               | Keven Rousseau             | Option nationale   | 401            | 1,3 %  | -     |
|                                                                                               | Martin McNeil              | Sans désignation   | 315            | 1 %    | -     |
|                                                                                               | André Martel               | Conservateur       | 288            | 0,9 %  | -     |
|                                                                                               | Hélène Héroux              | Marxiste-léniniste | 67             | 0,2 %  | -     |
| Total                                                                                         | Total                      | Total              | 30 440         | 100 %  |       |
| Le taux de participation lors de l'élection était de 80,4 % et 482 bulletins ont été rejetés. |                            |                    |                |        |       |